# 谷口彩菜
谷口 彩菜（たにぐち あやな、1999年（平成11年）3月2日 - ）は、日本の女性インフルエンサーで、俳優、モデル、タレントなど幅広く活動している。京都府出身。
所属事務所は、プレミア、Grick所属を経て、現在はGATE株式会社に所属している。

## 経歴
- 2015年いちごのPRレディミスいちごのファイナリスト100名で形成する「いちごアソシエイツ2015[3]」(100人の中の1人)に選出され芸能界入り。2017年の「いちごアソシエイツ2017[4]」にも選出されている。

- 2017年から2019年3月16日[5]まで、ニコニコ♡LOVERSで活動した。

- 2022年5月末までは、BuzzVideoで配信していたが、契約終了に伴い、2022年6月より、17LIVEで配信[6]を開始した。

- 2023年2月 美容脱毛サロンミュゼプラチナムが、ミュゼアンバサダープログラム[7]として開催した、ミュゼSpecialアンバサダーオーディション[8]に参加し、SNS・広告・公式サイトでモデルとして活動するミュゼSpecialアンバサダー[9]（6名）に選出された。

- 2024年3月 MEiSSAの専属モデル発表[10]

- 2024年6月「ABEMA Queen Of Poker」シーズン1 出演。2024年12月シーズン2にも出演。[11][12]

- 2024年10月からTikTokライブにて配信活動を開始。[13]

## 人物
趣味はお菓子作り、コスプレ、すみっコぐらしのグッズ集め、競技ポーカー
激辛料理を食べることが得意

## 出演

### テレビ番組
- 全力坂（2024年7月10日、テレビ朝日）[15]

- 全力坂（2024年7月22日、テレビ朝日）[16]

- 全力坂（2024年7月30日、テレビ朝日）[17]

### バラエティ
- ABEMA SPECIALチャンネル　「ヒロミ・指原の“恋のお世話始めました”」#52[18][19]（2021年11月）
- ABEMA Queen Of Poker シーズン1 (2024年6月2日 - 7月21日)[11]
- ABEMA Queen Of Poker シーズン2 (2024年12月12日 - 2025年1月30日)[12]

### ラジオ
- オールナイトニッポン0(ZERO)～17LIVE SP～（2024年3月19日、ニッポン放送）[14]
- アントニーのALL-IN（2024年4月26日、InterFM897）[20]

### 映画
- ほっぷすてっぷじゃんぷッ![21][22]（2018年12月公開）聖子 役

### WebCM
- GU CHANGEワイドパンツ変身編 [23][24]（2019年）

### 舞台
- 彩才女組「晴天に雨、あのコと私。」（2018年11月）伊藤美菜 役
- さよならRADIO2021（2021年3月）岸川茜 役
- アリスインデッドリースクール邂逅（2021年9月）辻井水貴 役

### ドラマ
- 3Bの恋人（2021年1月） 第2話 ヨシの女 役

### ランウェイ
- 恋フェス2022  (2022年6月12日 品川プリンスホテルクラブex)[25]
- FASHION LEADERS2022 (2022年9月24日 なんばHATCH)[26]
- Rakuten GirlsAward 2022 AUTUMN/WINTER (2022年10月8日 幕張メッセ国際展示場)[27]
- 神戸コレクション2023 (2023年4月15日 東遊園地 KOBE EAST PARK)
- Rakuten GirlsAward 2023SPRING/SUMMER (2023年5月4日 国立代々木競技場第一体育館)[28]
- KYOTO COLLECTION Vol.6(2023年8月6　ロームシアター京都)
- 東京ガールズコレクション KITAKYUSHU2023 (2023年10月7日 西日本総合展示場新館)[29]
- SAPPORO COLLECTION 2023 A/W(2023年11月4日 北海きたえーる)[30][31]
- 超十代-ULTRA TEENS FES-2024(2024年3月28日 渋谷ヒカリエホール)[32]
- OKINAWA COLLECTION 2024(2024年6月15日 沖縄アリーナ)[33]

### MV
- KAEDENOHANA「愛でも恋でもない世界の片隅で」(2021年)
- gusou十色「いつか黄昏の空で」(2022年)

## 書籍

### 雑誌
- MEiSSA issue01（ナンバーセブン、2024年3月28日）- 専属モデル ISBN 978-4802157407
- MEiSSA issue02（ナンバーセブン、2024年8月5日）- 専属モデル ISBN 978-4802157711
- MEiSSA issue03（ナンバーセブン、2024年12月11日）- 専属モデル ISBN 978-4802158312

### 写真集
- A87. Nineteen #彩菜1st写真集（フォトジェニック、2018年10月27日）ISBN 978-4909837004

## ライバー活動

### 17LIVE イベント実績
- 「巻き起こせ！新人ライバーの疾風！vol.44」 1位
- 「手を伸ばせ！輝くトップライバーの星」 3位
- 「神戸コレクション　ランウェイ出演権争奪戦」 1位
- 「GIRLS＆RUNWAY2023 渋谷サイネージ掲出」 1位
- 「GIRLS＆RUNWAY2023 三大都市広告掲載」 2位
- 「KYOTO COLLECTION 出演権＆看板掲載権決定戦！」 2位
- 「MODEL PROJECT　丸の内線、銀座線掲載」 4位
- 「TGC　北九州2023ステージ出演オーディション」 出演権獲得
- 「VO5公認PRユニット=パーティユニット175【イチナナファイブ】」 2位
- 「国民的ラジオ番組！オールナイトニッポン0（ZERO）メインゲスト出演オーディション」 出演権獲得[34]
- 「フリューのプリショップ girls mignon アンバサダー決定戦」 2位
- 「online　MODEL PARTY STAGE1 タクシーギフトをゲットせよ！」合格